# Ceija Stojka
Ceija Stojka (Steiermark, Austria, 23 de marzo de 1933 - 28 de enero de 2013) fue una escritora, pintora y música austríaca de etnia romaní que sobrevivió al Holocausto nazi.

## Trayectoria
Perteneciente a la etnia gitana llamada Lovari, del grupo de los Lovara que eran fundamentalmente nómadas y comerciantes de caballos, y quinta de seis hijos, hermana de Karl Stojka y Mongo Stojka, también escritores y músicos. Junto con su madre, miembro de cuatro de cinco hermanos que sobrevivieron al Holocausto y el internamiento en Auschwitz, después Ravensbrück y finalmente Bergen-Belsen. Su padre fue enviado al campo de concentración de Dachau, donde fue asesinado. 
Tras el final de la Segunda Guerra Mundial, su familia vivió la falta de reconocimiento del Porraimos o exterminio de los pueblos gitanos en Europa. Durante décadas Ceija Stojka disimuló su gitanidad para no sufrir discriminación hasta que con 54 años comenzó a expresar los recuerdos de su experiencia en los campos de exterminio a través de la pintura y la escritura.
La publicación de su primer libro autobiográfico fue en 1988. Con Vivimos en aislamiento. Los recuerdos de un Romni sacó a la luz cuestiones relativas a la persecución nazi de la población romaní de Austria. En 1992 publicó Los viajeros en este mundo como una continuación del anterior. Continuó escribiendo y entre 1990 y 2012 superó, además, el millar de dibujos y pinturas.
La primera gran muestra de su obra la organizó el Museo Judío de Viena en 2004. Entre noviembre de 2019 y marzo de 2020, el Museo Reina Sofía de Madrid le dedicó una exposición de sus pinturas y dibujos a tinta con el título de "Esto ha pasado".

## Obras
- Wir leben im Verborgenen. Erinnerungen einer-Rom Zigeunerin / "Vivimos en aislamiento. La Memorias de una Romni" (1988)
- Reisende auf dieser Welt / "Viajeros en este mundo" (1992)
- Meine Wahl zu schreiben - es Kann ich nicht (2003 - Gedichte)
- Me Diklem Suno  "soñé" (Audio-CD)[7]
- Träume ich, dass ich lebe? Befreit aus Bergen-Belsen (2005